# 辽宁中医药大学附属第二医院
辽宁中医药大学附属第二医院 (英語：The Second Affiliated Hospital of Liaoning University of Traditional Chinese Medicine)，创立于1978年，是一所集医疗、科研、教学、预防、保健、康复为一体的大型三级甲等中医医院，位于中华人民共和国辽宁省沈阳市皇姑区黄河北大街60号，占地面积2.9万平方米，建筑面积5万平方米，拥有床位650张，职工542人。